# Bretagne-d'Armagnac
Bretagne-d'Armagnac is een gemeente in het Franse departement Gers (regio Occitanie) en telt 345 inwoners (1999). De plaats maakt deel uit van het arrondissement Condom.

## Geografie
De oppervlakte van Bretagne-d'Armagnac bedraagt 12,3 km², de bevolkingsdichtheid is 28,0 inwoners per km².
Door de gemeente stromen de rivier L'Izaute en de beken Le Coupé en Le Pajot.
De onderstaande kaart toont de ligging van Bretagne-d'Armagnac met de belangrijkste infrastructuur en aangrenzende gemeenten.

## Demografie
Onderstaande figuur toont het verloop van het inwonertal (bron: INSEE-tellingen).